# Lucia de Brouckère
Lucia de Brouckère (Saint-Gilles, Regió de Brussel·les-Capital, 13 de juliol de 1904 - Ixelles, Regió de Brussel·les-Capital, 3 de novembre de 1982) va ser una química, feminista, socialista, membre de la francmaçoneria i activista laica belga, i la primera dona que ha exercit com a professora universitària a Bèlgica en una facultat de ciències.
Filla del senador socialista Louis de Brouckère, figura insígnia del Partit Obrer Belga (POB), va passar part de la seva joventut exiliada a Londres després de la derrota de 1914. En oposició a la norma de l'època, el seu pare va promoure l'educació de les nenes i recolzà el desig d'aquesta jove intel·lectual d'ingressar a la universitat. Es va convertir en doctora en química el 1927, va anar escalant gradualment els nivells acadèmics i científics, alhora que va contribuir molt a la modernització educativa de la facultat.
Durant la problemàtica etapa dels anys trenta, va presidir el Comitè Mundial de la Dona contra la Guerra i el Feixisme. Després, el 1936, donà suport activament als republicans d'Espanya. Durant la Segona Guerra Mundial, es va veure obligada a exiliar-se de nou. Des de Londres, va participar realitzant investigacions estratègiques, així com dirigint la secció d'indústries químiques del Ministeri d'Afers Econòmics del govern belga. Es va incorporar a la maçoneria als anys seixanta, així com a moltes associacions de militants seculars.
El 1945 fou nomenada professora ordinària de la Universitat Lliure de Brussel·les, esdevenint titular de química general, química analítica i química física. Des del 1958 fou presenta de la Société Belge du Chimie. Va participar en la gestió de la seva facultat, com a vicepresidenta entre 1959 i 1960, i entre 1962 i 1963, i com a presidenta entre 1960 i 1962.
Dins de la Ligue de l'Enseignement et de l'Education permanente, va participar com a vicepresidenta en molts debats a partir del 1964. Va contribuir en particular a la redacció amb Arnould Clausse de la carta de l'escola pluralista i va invertir en la reestructuració de l'associació el 1975. A partir de la seva lluita feminista, recordarem sobretot les seves posicions a favor de l'avortament i la seva contribució a la creació de planificació familiar. També va participar en la creació del Centre d'Acció Secular el 1969.
L'any 1974 es va crear el "Fons Lucia de Brouckère" per a ajudar a joves investigadors en química. I el 1983 es creà la Fundació Lucia de Brouckère per a la difusió de les ciències. Molts dels seus escrits foren reunits pòstumament a l'obra Un hommage a Lucia de Brouckère (1993).